# Zlatý drdol
Zlatý drdol (ve francouzském originále Le Chignon d'or, v německé verzi Goldchignon) je komická opereta o třech dějstvích francouzského skladatele Émila Jonase na libreto francouzských dramatiků a libretistů Eugèna Grangého, Victora Bernarda a Étienna Tréfeua. Měla premiéru 20. května 1873 ve vídeňském divadle Strampfer-Theater v překladu Julia Hoppa.

## Vznik a charakteristika
Francouzský skladatel Émile Jonas (1827–1905) slavil koncem roku 1872 ve vídeňském Strampferově divadle značný úspěch se svou operetou Javotte, Popelka bostonská, jež měla premiéru o rok dříve v Londýně. Jonas byl přípravám a premiéře přítomen a ve Vídni delší dobu pobýval. Ředitel divadla Friedrich Strampfer se proto hned ujal jeho dalšího díla, a to dříve, než bylo uvedeno jinde; hodlal také přitáhnout mezinárodní publikum návštěvníků Světové výstavy ve Vídni, která byla otevřena 1. května 1873. Nová opereta s názvem Zlatý drdol byla původně koncipována ve francouzštině a libreto sestavili pařížští libretisté Eugène Grangé (vl. jm. Pierre-Joseph Basté, 1810–1887), (Marie-)Victor(-François-Félix) Bernard (1829–1890) a Étienne-Victor Tréfeu de Tréval (1821–1903). Premiéru však tedy měla v německé verzi, kterou – podobně jako v případě Javotty – připravil zručný libretista, skladatel a kapelník Strampferova divadla Julius Hopp.
Kritiky přijaly toto dílo – třetí Jonasovu operetu uvedenou ve Vídni v krátké době a první napsanou přímo pro ni – s rozličnými úsudky. Zatímco Illustriertes Wiener Extrablatt jásal: „Máme zde co činit s nejlepším libretem, jaké bylo už velmi, velmi dlouho poskytnuto operetnímu skladateli,“ Blätter für Musik, Theater und Kunst s narážkou na čtveřici autorů mínil, že „mnoho kuchařů přesolilo polévku“. Deník Fremden-Blatt považoval libreto za neoriginální, ale vtipné, až na „některé věci, které velmi tvrdě narážejí na hranu toho, co se je pro jeviště přístojné, a připomínají nám pimprlovou boudu či cirkus“. Největší kritice čelila právě německá úprava původního francouzského textu od Julia Hoppa. Například recenzent časopisu Figaro psal, že „Zlatý drdol […] je jedna z méně potrhlých francouzských operet. Věc má děj, který není zhola nemožný, as žerty nejsou vždy přitažené za vlasy, ledaže německý zpracovatel pan Jul. Hopp – zcela neliterární individuum, které je ale ve Vídni dosud trpěno jako reprezentant starovídeňského špásování – spustí některou ze svých ducha a vkus urážejících slovních hříček.“ Na libreto a zejména na Hoppovo zpracování si v Neues Wiener Blatt stěžoval recenzent B. Horsky: „Bůh mu [=Hoppovi] odpusť – já tak učinit nemohu.“ Shovívavější byl Neues Wiener Tagblatt: „Hopp je mistr v tomto oboru [úpravy francouzských libret], to se ví, a umí přibásnit i přísady z vlastní kapsy, které všichni milovníci bránici dráždících slovních hříček vyžadují.“ Neue Freie Presse vyváženě komentovala: „Zlatý drdol není nejhorší zbraň, se kterou může obyvatel velkoměsta zabít chladný večer. Avšak onen drastický a peprný humor, jakým Offenbachovi libretisté ve starých dobrých operetních časech přímo mrhali, autory textu pro pana Jonase zcela minul.“
Hudba byla přiměřeně chválena, nadšení však nevzbuzovala. Figaro psal: „Hudba pana Jonase je veselá a líbivá, a tak je publikum hereckými výkony i hudbou udržováno v soustavné veselosti.“ Podle Blätter für Musik, Theater und Kunst „[t]uto operetu stojí za to vidět a slyšet. Hudba lehce produkujícího pana Jonase plyne lehce do ucha, aniž by si zrovna činila nárok na původnost; bublá a skáče a má veselá barvy, které charakteristicky přilínají k textu. Pan Jonas umí být elegantní jako Offenbach, a už proto méně upadá do triviality, že se rád opírá o Balfeho a Gounoda.“ Neues Wiener Tagblatt pak soudil: „Komu ještě offenbachovské tramtarára dosud úplně nezkazilo ucho pro elegantní i vkusnou, lehce plynulou i originální instrumentaci, ten najde ve Zlatém drdolu plno přitažlivých věciček; hůře to půjde s původností melodií, v kterémžto ohledu Javotte Zlatý drdol skutečně předčí.“ I Das Freie Blatt stavěl Zlatý drdol nad Javotte a mínil dokonce, že „některá čísla mají takový účinek, jakého se Offenbachovi v jeho posledních operetách vůbec nepodařilo dosíci“. Podle Neue Freie Presse „[n]ová opereta pana Jonase obsahuje některé velmi příjemné hudební okamžiky, a co mezitím probíhá v textu, poskytuje dost účinnou zábavu,“ ale ani obecenstvu se prý nelíbily příliš viditelné plagiáty Offenbachova Pařížského života a Trebizondské princezny; totéž vyčítal Fremden-Blatt.
U obecenstva byl v každém případě Zlatý drdol vyhledávanou zábavou; již zprávy o premiéře zmiňovaly „zářivý úspěch“ a prorokovaly, že „tento drdol bude pro Strampferovo divadlo skutečně zlatým“. Nasbíral celkem 65 představení, čímž byl druhou nejhranější inscenací v krátké, ale bohaté historii Strampferova divadla; prvenství patřilo se 72 představeními právě Jonasově Javottě. Ani nemalý finanční úspěch Zlatého drdolu však Strampferovo divadlo nezachránil před chronickými hospodářskými potížemi; po letních prázdninách 1874 musel Friedrich Strampfer vyhlásit konkurs.

## Inscenační historie
Strampferovo divadlo zahájilo 30. května 1874 své hostování ve Victoria-Theater v Berlíně, a to s nemalým úspěchem – Zlatý drdol se zde hrál nejméně osmkrát, aniž by tím však vyvolal zájem o tuto operetu na německých jevištích. Kritický soud nebyl příznivý: Ferdinand Gumbert v revue Neue Berliner Musikzeitung si při výčtu spolutvůrců kusu povzdechl „Tolik autorů, a přece tak málo zajímavého!“ Dílo samotné považoval za podřadné: „Charaktery a situace jsou opotřebované – a bohužel stejně tak hudba pana Jonase, která je produktem nejpovrchnější rutiny a tentokrát nevykazuje ani jediné číslo, které by vynikalo příjemností.“ Jakýkoli úspěch přičítal vynikající režii a hereckému podání celého ansámblu, a zejména Finalyové a Schweighofera.
Zlatý drdol se hrál i v některých provinčních divadlech habsburské monarchie. 22. září 1874 měl úspěšnou premiéru v městském divadle ve Štýrském Hradci, 26. října 1876 se poprvé hrál v městském divadle v Celovci. Když však 17. prosince 1877 dorazil do divadla ve Velkém Bečkerku (dnes Zrenjanin), měl tamější list za to, že „je třeba ho označit za tu nejpříšernější operetu, jaká byla dosud na místní scéně uvedena“.
Jistou popularitu získal Zlatý drdol ve své maďarské podobě, jako Az arany Chignon v překladu Antala Kaczalinszkého. 24. dubna 1874 se v maďarštině hrál poprvé v Městském divadle v Bratislavě a 9. října 1879 měl premiéru v Lidovém divadle (Nemzeti Színház) v Debrecíně.

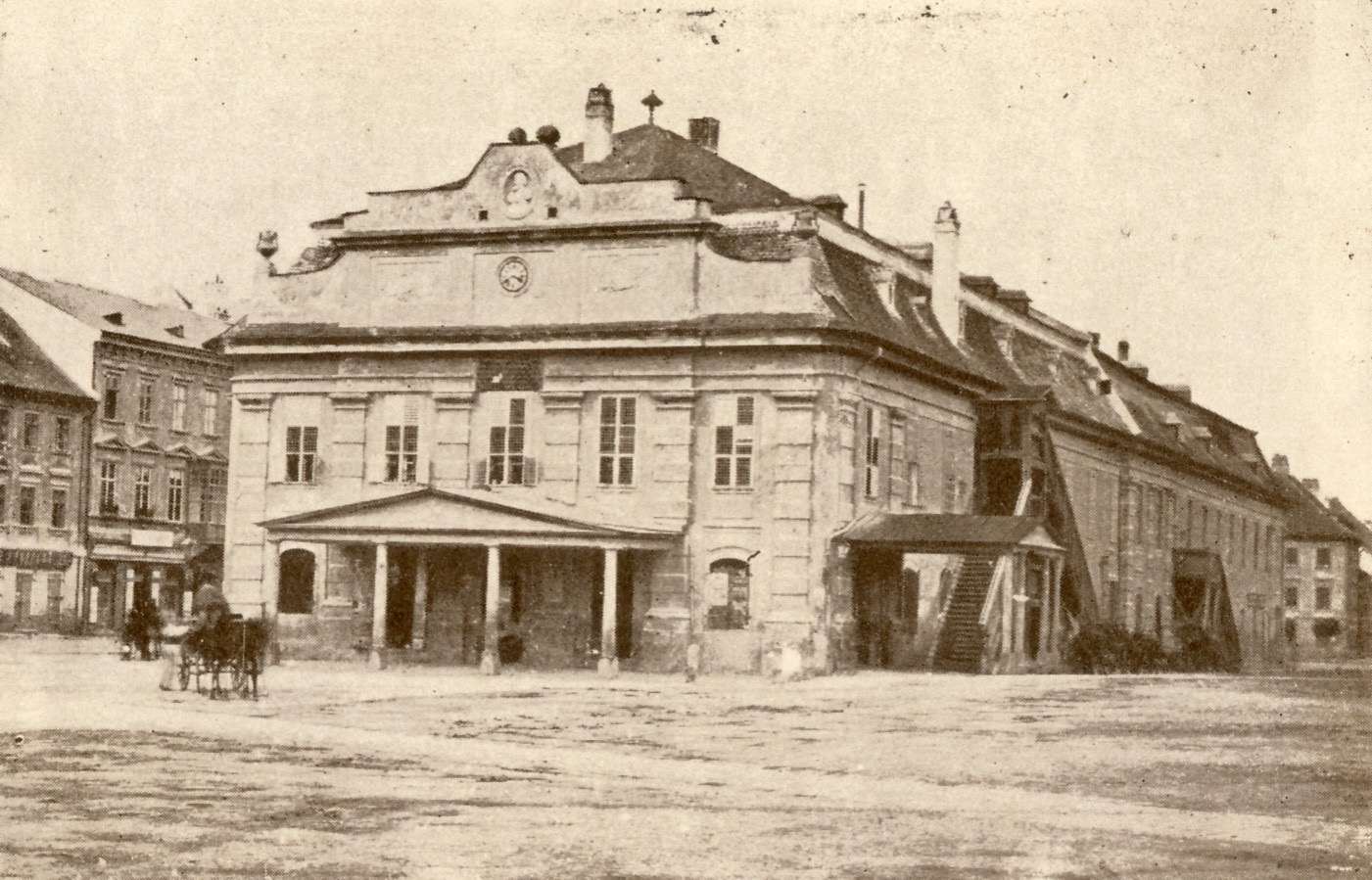
Staré stavovské divadlo v Bratislavě

Přestože byl Zlatý drdol původně určen pro francouzská jeviště, do Paříže nikdy nedorazil. První a pravděpodobně jedinou inscenaci ve francouzskojazyčném originále uvedlo bruselské divadlo Théâtre des Fantaisies-Parisiennes (zvané „Alcazar“). Premiéra se konala 17. října 1873 a hráli Alfred Jolly jako bojar a Pauline Luigini jako bojarka. Úspěch se nedostavil, kritika (např. recenzent deníku L'Indépendence belge) ji považovala ve srovnání s díly Jacquese Offenbacha, Hervého nebo Charlese Lecocqa za „staromódní“: „Někteří říkají, že libreto uškodilo hudbě, jiní, že to hudba škodí libretu; je to příliš závažná věc, než abychom měli odvahu rozhodnout; jasné je bohužel jen to, že celek připadal nudným.“ Podle Dějin francouzského divadla v Belgii utrpěl Zlatý drdol „naprostý neúspěch“, což zastavilo jeho případnou cestu na francouzská jeviště; plánované uvedení v Théâtre des Variétés, o němž svědčí zachované kostýmní návrhy návrháře Dranera i s vyznačením konkrétních zamýšlených představitelů, se neuskutečnilo. Ve francouzštině také nebylo vytištěno ani libreto, ani hudba.
Němý film Chignon d'or francouzského režiséra Andrého Hugona z roku 1916 nemá s Jonasovou operetou nic společného.

### České země
Javotte, Popelka bostonská, měla po své premiéře v českém Prozatímním divadle 11. května 1873 značný úspěch, a proto vedení divadla projevilo zájem i o Zlatý drdol. Tisk již ohlašoval jeho nastudování na konec měsíce června. Z toho však sešlo. I když například Plzeňské listy v oznámení Jonasovy smrti roku 1905 zmiňují mezi jeho díly známými českému obecenstvu z podání Švandovy společnosti i operetu Zlaté vlasy, česká divadla ji zřejmě neuvedla.
Německé královské zemské divadlo v Praze tak uvedlo Zlatý drdol v české premiéře 30. srpna 1873, a to v budově Novoměstského divadla. Úspěch se dostavil, i když ne výrazný, a deník Prager Abendblatt kritizoval nedostatečné nastudování. Rovněž představitelka hlavní role, Francisca Frühlingová, se nemohla charismatem rovnat Carolině Finalyové z vídeňské verze. Kritik deníku Bohemia nepříznivě srovnával Jonasovu hudbu s Jacquesem Offenbachem, ač si ani jeho příliš nevážil: „I hudba by musela mít tu lechtající, zájem vždy vzbuzující povahu, se kterou onen často napodobovaný, málokdy dostižený skladatel „offenbachiád“, po něm nazvaných, dokáže všechny myslitelné látky zaobalit a učinit pravděpodobnými. Melodie pana Jonase, ve svých veselých tónových rytmech tančící, jsou sice také sebrány z ulice či z hospody jako melodie jeho předobrazu; ale chybí jim ona rozmanitost a harmonické nebo instrumentální odění, se kterými Offenbach umí i nejtriviálnější reminiscence jakž-takž pikantně utvářet […] Zdá se, že Jonas […] toto nadání nemá…“ V Praze se tato opereta hrála až do konce roku 1874 a ještě 3. srpna 1886 byla znovu nastudována při příležitosti hostování Eduarda Lunzera z Divadla na Vídeňce, který se vrátil k roli bojara Sedlisca, již hrál v původní pražské inscenaci (představení se hrála v Německém letním divadle v Hajnovce). Jiná divadla v českých zemích však po ní nesáhla.

## Osoby a první obsazení
| osoba | světová premiéra (20. 5. 1873)                | česká premiéra (30. 8. 1873) |
| --- | --------------------------------------------- | ---------------------------- |
| Bojar Sedlisco z Rumunska | Alexander Girardi                             | Eduard Lunzer                |
| Bojarka Helene, jeho žena | Caroline Finaly (vl. jm. Karoline Pulitzer)   | Francisca Frühling           |
| Vikomt Gontran de Volpinson | Gustav Walter                                 | Arthur Vollmer               |
| Vikomtesa Diana, jeho žena | Hermine Jules                                 | Albertine Scheller           |
| Baron Fumeterre, prezident hřebeckého klubu                                                                                       | Gschmeidler                                   | Friedrich Hassel             |
| Baronka, jeho žena | Waldau                                        | Ottilie Simon                |
| De Rosembois | Wild                                          | Siege                        |
| Paní de Rosembois | Marie Walter                                  | Malek                        |
| De Champignolles | Hans Pagay                                    | Römer                        |
| Paní de Champignolles | Minna (Eckert-)Storch                         | Houschka                     |
| De Château-Cresson | Baumann                                       | Ferdinand Müller             |
| Paní de Château-Cresson | Hopp                                          | Antonie Plodek               |
| Kníže Chocnosoff | Louis Martinius                               | Wilhelm Grauert              |
| Kněžna, jeho žena | Maria Berg                                    | Amalie Fries                 |
| Pistolet, provazochodec | Felix Schweighofer                            | Wilhelm Eichenwald           |
| Lodoisca, náměsíčnice | Fritzi Blum (vl. jm. Friederike Schweighofer) | Marie Kaiser (Kayser)        |
| Sbogar, bojarův sluha | Ludwig Gottsleben                             | Carl Beringer                |
| Kettly, „švýcarské“ děvče | Regine Klein (von Heine-Geldern)              | Beschta                      |
| Marietta, bojarčina komorná | Katharina Gilbert                             | J. Wildner                   |
| Kadeřník | Schramm                                       | Hartig                       |
| Klaun | Bosch                                         | …                            |
| Švýcarská děvčata, strážci, kočí, lidé na procházce, rumunské služebnictvo, hosté na plese, hudebníci, chůvy, vojáci, hasiči, lid |                                               |                              |
| Dirigent | Émile Jonas                                   | …                            |
| Režie | …                                             | Ludwig Simon                 |
| Choreografie | Antoinette Kurzi                              | …                            |

## Děj opery
(německá verze)

### 1. dějství

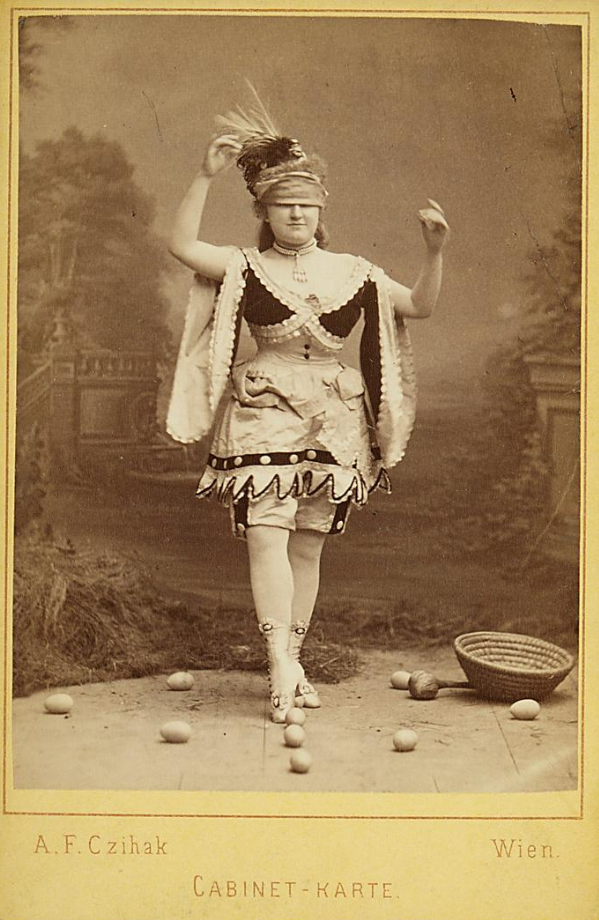
Fritzi Blumová jako náměsíčnice Lodoisca v závěrečné scéně 1. jednání Zlatého drdolu – tanec mezi vejci

(Mlékařský statek na Pré Catelan v Buloňském lesíku, současná doba) V místě zvaném Pré Catelan v Buloňském lesíku je provozován mléčný statek s kravskými chlévy a rozlévkou mléka pro pařížské výletníky. Obsluhují děvčata ve švýcarských krojích, která prostírají stoly. Přichází provazochodec Pistolet a ptá se po své známé Jaquelině, krávě, kterou znával ještě v Normandii a kterou převezli sem (předehra a č. 1 introdukce Hurtig, hurtig, sputet euch a kuplet Ach wie lieb' ich die Kühe). Kettly, jedna ze „Švýcarek“, mu ukazuje cestu; Jaqueline je prý posmutnělá a neduživá. Pistolet ji odchází povzbudit hrou na klarinet.
Na Pré Catelan dorazil na koni bojar Sedlisco. Nedávno se v Rumunsku oženil s mladou a divukrásnou zlatovlasou krasojezdkyní Helenou a přivezl ji do Paříže, kde z ní chce udělat hvězdu vysoké společnosti. Pomoci mu má baron Fumeterre, předseda Hřebeckého klubu, s jehož přispěním Sedlisco dnes pořádá ve svém domě ples. Ale protože své mladé ženě coby manžel nemůže stačit, zlepšuje si na radu lékaře potají kondici projížďkami a konzumací mléka. Náhodně se právě zde setkává s Fumeterrem, který si týmiž prostředky léčí plicní katar.
Dále se zne objeví Pistoletova milá a spolupracovnice, náměsíčnice a jasnovidkyně Lodoisca, která na „Jaquelinu“ žárlí a ztropí provazochodci žárlivou scénu (č. 2 duet Nun höre, Pistolet, ich will Dir etwas sagen … Soll man einet trauen?), než se přesvědčí, že její sokyně je kráva. – Přijíždí trochu zadýchaná bojarka Helene. Při ranní projížďce ji začal pronásledovat jakýsi dotěrný kavalír a tak tak mu ve zdraví unikla (č. 3 jezdecká píseň Heraus ritt ich am frühen Morgen). Vzápětí je tu sám kavalír – vikomt Gontram – a nedobytně se Heleně dvoří. T namítá, že je vznešená dáma a ne nějaká kokota. Gontram ji ujišťuje, že dámu a kokotu pozná od sebe na první pohled podle … ne, vlastně se ničím neliší (č. 4 duet Die Cocotte und die große Dame … Fein ist ihr Benehmen). Tu se vracejí Sedlisco a Fumeterre. Vyděšená Helene se před vikomtem i manželem zamkne v pavilonu, ale Gontram tam najde cestu také střešním oknem.
Do mlékařství dorazí aristokratická společnost – mezi nimi i manželky Gontrama a Fumeterra – a poroučí si mléko (č. 5 sbor Mein Magen ist öde und leer). Setkávají se se Sedliscem a Fumeterrem a všichni se chystají na večerní ples. Když se společnost na chvíli vytratí, vyběhne z pavilonu Helene a uteče, přitom však ztratí svůj – současnou módou nemilosrdně diktovaný – příčesek, totiž drdol v unikátní rudozlaté barvě svých vlasů. Gontram ho najde, ale v tu chvíli je konfrontován se svou manželkou Dianou. Ta si Gontramova gesta všimne, a i když se jí vikomt snaží vysvětlit, co tu dělá, Diana má svá podezření. Najme proto Pistoleta a Lodoiscu za pět louisdorů, aby získali předmět, který její manžel schovával do peněženky.
Pistolet a Lodoisca sezývají přítomné na zábavné číslo, při němž Lodoisca tančí se zavázanýma očima mezi vejci. Pistolet přihlížejícímu Gontramovi nepozorovaně ukradne dotčený objekt – zlatý drdol – a dává ho Dianě. Kettly a ostatní „Švýcarky“ zatím marně hledají v pavilonu příčesek, který tam ztratila jakási dáma, jak se dohaduje Sedlisco, při milostném dostaveníčku. Celá společnost se baví na účet zkompromitované neznámé a odchází (č. 6 finále Auf den Klang der Klarinette … Wenn in dunkler Nacht Irrlichter springen … Wo er nun stecken mag?).

### 2. dějství

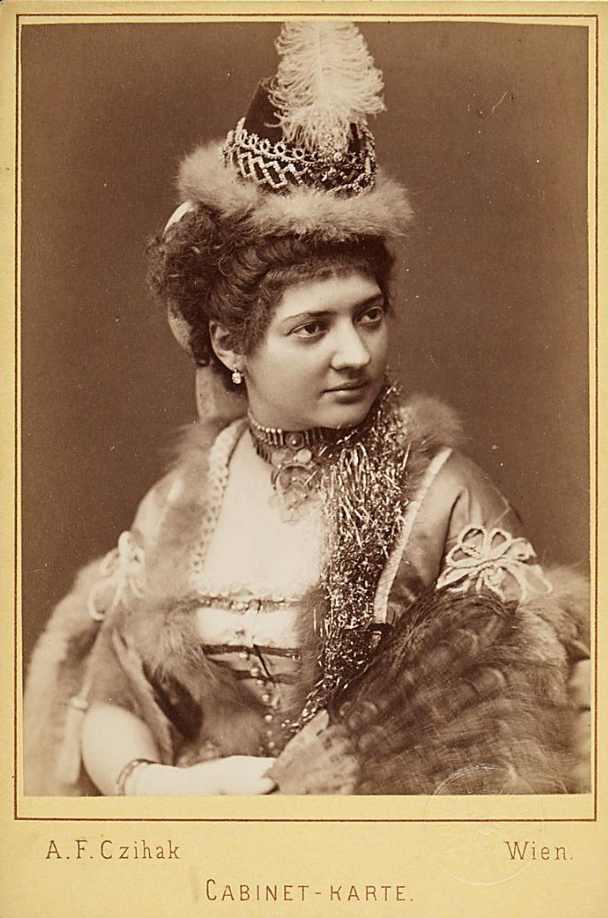
Caroline Finalyová jako bojarka Helena ve Zlatém drdolu

(Budoár v domě bojara Sedlisca poblíž Paříže) Chystá se velké soirée. Helene je nervózní: bojí se, že se žárlivý manžel dozví o ztraceném drdolu. Poslala sice komornou Mariettu do města, aby jí u jejího kadeřníka obstarala nový, ale komorná se dosud nevrátila. Helena si vykládá karty, ale ty věští jen starosti a nesnáze (č. 7 arieta Jetzt, wo mich fasset Furcht und Grauen).
Sedlisco manželce vypráví pikantní historku, kterou se dozvěděl na své vyjížďce, čímž Helenu ještě více rozruší. Pak si stěžuje na komedianty, kteří mají boudu pod okny jeho domu. Hluk jejich produkce totiž může přehlušit hudbu při dnešním plesu. Hele slibuje, že to s nimi vyřídí – jako bývalá cirkusačka umí s takovými lidmi jednat. Posílá sluhu Sbogara pro jejich vůdce – a přijde Pistolet. Ten ji poznává jako dávnou přítelkyni z doby, kdy ještě vystupovala jako krasojezdkyně podle jménem Castagnette, a oba vzpomínají na staré časy (č. 8 duet Ist es denn möglich a kuplet Ich nahm die Hand von dem Walachen). Když Helene od Pistoleta slyší o jeho partnerce jasnovidce, chce jí využít, protože hledá jistý ztracený předmět… Pistolet ji však osvětlí i bez věštění: zlatý drdol prý odevzdal jakési dáme, která dnes večer jistě přijde na ples. Helene ho požádá, aby se zamíchal mezi hosty a ukázal jí ji.
Lodoisca přichází svého partnera hledat; publikum čeká a on má zapomenout na obletování urozených paniček a věnovat se produkci (č. 9 píseň Im hellen Glanz der Seide). Helene za úplatu docílí toho, že komedianti dnešní představení odročí. – Sbogar ohlašuje Gontrama. Ten obdržel od Heleny dopis, aby jí ihned vrátil její příčesek (č. 10 píseň o dopisu Monsieur, es scheint mir, daß Sie treiben). Má ho za vyznání přízně, a proto ihned přispěchal, ale bez drdolu. Helena ho tedy mrzutě odbude. Vzápětí přivádí Marietta kadeřníka, který přináší objednaný duplikát – jenže došlo k omylu, přinesl černý a zlatý drdol byl mezitím odeslán do Vendée. V celé Paříži není parukáře, který by dostatečně rychle sehnal příčesek tak specifické barvy… Ale Helene a Marietta si přece jen vědí rady. Sedlisco hledá a nemůže najít žádný ze svých společenských obleků, jak si v nedbalkách stěžuje baronu Fumeterrovi. Přicházející hosty  musí proto zatím zabavit baron – a také Pistolet vydávající se za plukovníka z kolonií (č. 11 kuplet Ich grüß' ergebenst die Gesellschaft hier).
Helena mezitím Sedliscovi poradí, aby si místo pařížského oblékl národní kroj, který měl na svatbě. Přirozeně totéž učiní i ona a její kroj zahrnuje i závoj a čepec, kterými se nedostatek drdolu lehce zakryje. Jenže čím více o tom Sedlisco a Fumeterre přemýšlejí, tím více pojímají podezření, že dáma ztrativší drdol byla jejich manželka (i baronka Fumeterreová si totiž dnes netypicky zvolila účes bez příčesku). Toho využije Gontram, který se nachází sám v nezáviděníhodné pozici mezi Dianou a Helenou. Namluví tedy bojarovi, že drdol ztratila Fumeterreova choť, a naopak. S tím jsou oba pánové spokojeni. 
Přítomné dámy pomlouvají hostitelku (č. 12 kuplet-kvartet Man sagt, daß all' die Reize). Sedlosco a Helene přicházejí slavnostně v průvodu služebnictva, všichni v honosných rumunských krojích (č. 13 sbor Seit es Feste gibt, hat schwerlich a scéna Da ist der Herr, die Frau vom Haus). Diana mezitím Gontrama vyslýchá a zjistí, že kavalír s dámou v pavilonu byl on. Přesvědčí se rovněž, že Helenin vlas odpovídá  barvě nalezeného drdolu. Pychle odchází s výhrůžkou pomsty. – Helene se od Gontrama dozvídá, že drdol je v Dianině držení, a musí ho získat. Posílá Gontrama za ní a sama jde s Pistoletem za jasnovidkyní, aby s její pomocí ztracený příčesek lokalizovala.
zatímco část hostů v přilehlém sále tančí a někteří z pánů hrají v karty, hledá Sedlisco svou manželku. Totéž činí Fumeterre – jeho choť totiž běžela domů pro svůj vlastní drdol, když se dozvěděla o šířících se pověstech. Protože někdo zahlédl bojarku odcházet s provazochodcem, běží oba za ní. Nejprve je sice zdrží hosté tancující kvapík, ale nakonec se jim Sedlisco a Fumeterre vymaní, zatímco zábava pokračuje v nepřítomnosti hostitelů vesele dále (č. 14 finále Ich setz! – Fünf Francs! … Stellt euch Mann für Mann … Auf dem heitern Ball).

### 3. dějství

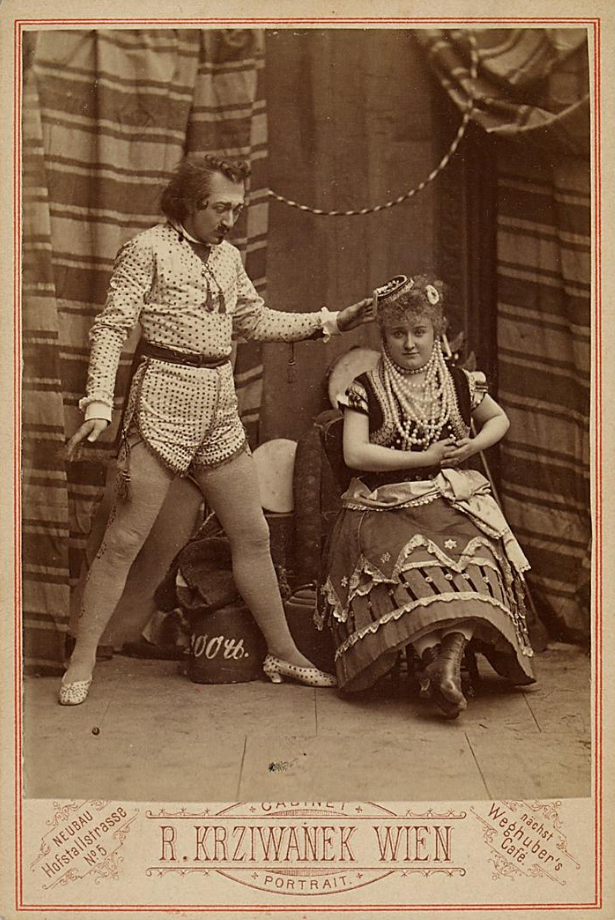
Pistolet (Felix Schweighofer) se pokouší magnetizovat Lodoiscu (Fritzi Blumovou) ve 3. jednání Zlatého drdolu

(Vnitřek komediantské boudy) Před lidovým publikem zakončuje Lodoisca své vystoupení zpěvem romance o starém alkadovi, jeho mladé ženě a jejím milenci lékaři (č. 15 sbor Bravo, bravissimo, ach das war schön! a kuplet-romance Ein junges Weib, schön von Gestalt). Když se obecenstvo rozejde, stěžuje si Lodoisca na Pistoletovu nespolehlivost. Pistolet v kostýmu pouťového siláka se vrací s Helenou a pomocí „magnetických sil“ se snaží přimět Lodoiscu, aby jim v transu věštila, ale ta po chvíli předstírané povolnosti rozezleně odchází (č. 16 tercet Da bin ich! – Sie ist da!).
Marietta přibíhá svou paní varovat a Helene se stěží stačí schovat za závěs, když dorazí Sedlisco a Fumeterre. Ti si chtějí Pistoleta podat, ale odvaha je rychle opustí, když vidí „siláka“ předvádět kousky se závažími. Oni sice zmizí, ale sotva Helena vyjde z úkrytu, nalezne ji Gontram – pořád bez drdolu, zato s nemilou zprávou, že jeho choť chce z pomsty předmět doličný odevzdat sama Sedliscovi. Vzápětí přichází sama Diana hledající bojara a před Helenou svůj úmysl potvrzuje. Avšak Helene vysvětlí, že je v záletech jejího muže bez viny (č. 17 romance Er folgte mir schon lange Zeit). Diana je usmířena a ochotna Heleně drdol vrátit, jenže mezitím ho od Dianiny služky vymámila Lodoisca, která je smíru s Helenou nakloněna mnohem méně.
Helene se opět musí ukrýt, protože se vracejí Gontram, Fumeterre a Sedlisco v kostýmech uherského cikána, valašského cikána a čínského klauna (č. 18 tercet-kuplet Ja, ich bin's als falscher Zigeuner). Chtějí se vyptat jasnovidkyně, kde se nachází Helene. A Lodoisca se objeví a dává se do věštění. Pistolet se strachuje, že všechno prozradí, ale Lodoisca jen popisuje vidění Heleny, jak se převléká do krasojezdeckého úboru a setkává se s bojarem jakožto klaunem. – Boudu zaplní veselá společnost z paláce a je pobavena bojarem, baronem a vikomtem v cirkusových maskách – a tím spíše, když vystoupí Helena jako krasojezdkyně. Padne si s manželem do náruče a Lodoisca, která scénu zorganizovala, po straně Pistoletovi vysvětluje: kolegy od řemesla nelze nechat ve štychu. Helene daruje Pistoletovi a Lodoisce sto franků na svatbu a spolu s Lodoiscou formulují ponaučení pro všechny ženy, aby si řádně hlídaly své účesy, chtějí-li předejít nepříjemnostem  (č. 19 finále Somnambule! Somnambule! … Ich setz! – Fünf Francs! … Ha was muß ich sehen … Was ein Chignon alles vermag).